# Ulica Kanałowa w Poznaniu
Ulica Kanałowa – ulica położona na Łazarzu, na terenie jednostki pomocniczej Osiedle Św. Łazarz w Poznaniu. Została wytyczona w końcu XIX w., od razu pod obecna nazwą, jako de Kanalstrasse (do 1919 r., a podczas II wojny światowej) nazwana de Beuthener Str. (pl: ul. Bytomska). Biegnie w linii wschód-zachód, od ul. Kolejowej do ul. Głogowskiej, przecina ją ul. Małeckiego. Nazwa pochodzi od ukrytego pod jezdnią cieku wodnego, przepływającego od strony położonej bardziej na zachód ul. Berwińskiego.
Już około 1900 r. zyskała zwartą zabudowę czynszową po obu stronach. Wyróżnia się kamienica pod nr 17 z 1895 r. z okazałym stiukowym portalem z postaciami atlantów, wzniesiona przez Treugotta Girbiga, właściciela tartaku. Modernistyczny dom narożny Kanałowa 8-9 (i Kolejowa 55-55a) z około 1910 r. projektował Kazimierz Ulatowski lub Kazimierz Ruciński, a secesyjny nr 3/4 wzniósł około 1903 r. Ludwik Frankiewicz (mieści się w nim m.in. najstarszy w dzielnicy salon fryzjerski, a w narożnym lokalu sklepowym zachowały się resztki (secesyjnego oszklenia).
Opis życia na ul. Kanałowej i na Łazarzu w okresie międzywojennym pozostawił Henryk Bomski, dawny lokator kamienicy nr 16 (zniszczonej w 1945 r. i zastąpionej nowym domem).